# Gubernija
La gubernija (in russo губе́рния? AFI: [ɡuˈbʲɛrnʲɪɪ]; a volte traslitterato anche guberniya, gubernia, guberniia, gubernya), fu la principale suddivisione amministrativa dell'Impero russo, di solito tradotta con il termine governatorato o provincia. Una gubernija era diretta da un governatore (губернатор, gubernator), una parola che viene dal latino gubernator, a sua volta originata dal termine greco kybernàtas (variante dorica più diffusa nell'Italia antica della forma kybernétes) dal significato originario di pilota, timoniere, poi genericamente traslato in guida, governante. Talvolta il termine era utilizzato in modo informale per riferirsi alla carica del governatore.
Questo tipo di suddivisione fu creato dall'editto (ukaz) di Pietro il Grande il 18 dicembre 1708, che divise la Russia in otto gubernija. Nel 1719 queste furono ulteriormente suddivise in province (провинции, provinčii). In seguito, il numero delle gubernija crebbe finché se ne contarono 23.

## Gubernija e uezdy
Con la riforma del 1775, la suddivisione in gubernija e poi in uezdy (уезды) fu basata sul numero di abitanti, e il termine gubernija fu sostituito dal sinonimo di origine russa: namestničestvo (наместничество), a volte tradotto con il termine di "vicereame". Il termine gubernija, comunque, continuò a essere utilizzato. Questi vicereami erano governati da namestnik (наместник) (traduzione letterale: "luogotenente") o da governatori generali (генерал-губернатор, general-gubernator). In modo corrispondente, il termine "Governatorato generale" (генерал-губернаторство, general-gubernatorstvo) fu in uso per riferirsi al territorio effettivo che veniva governato. La carica di governatore generale aveva maggiori poteri amministrativi ed era in posizione superiore rispetto alla precedente carica di governatore. A volte, uno stesso governatore generale governava in più gubernija.
Con l'ukaz del Senato russo del 31 dicembre 1796, la carica di governatore generale fu degradata al livello inferiore, e la Russia fu di nuovo suddivisa in gubernija, che a loro volta erano suddivise in uezdy, ancora divise in volosti (волости); nonostante questo, i governatori generali di diverse gubernija operarono fino al 1917. Dopo la Rivoluzione di febbraio, il Governo provvisorio russo ridenominò i governatori "commissari delle gubernija". La Rivoluzione d'ottobre mantenne la suddivisione, ma l'apparato governativo fu sostituito dai "soviet della gubernija" (губернский совет, guberniskij sovet).
La suddivisione effettiva dell'Unione Sovietica in particolari unità territoriali fu soggetta a numerosi cambiamenti, specialmente nel periodo 1918-1929. Infine, nel 1929, la suddivisione fu sostituita dalle nozioni di oblast', okrug, e rajon. Nella Russia moderna, nonostante il termine gubernija sia obsoleto, la parola gubernator viene utilizzata per riferirsi al governatore di una oblast' o di un kraj e anche delle città federali.